# Сямэньский университет

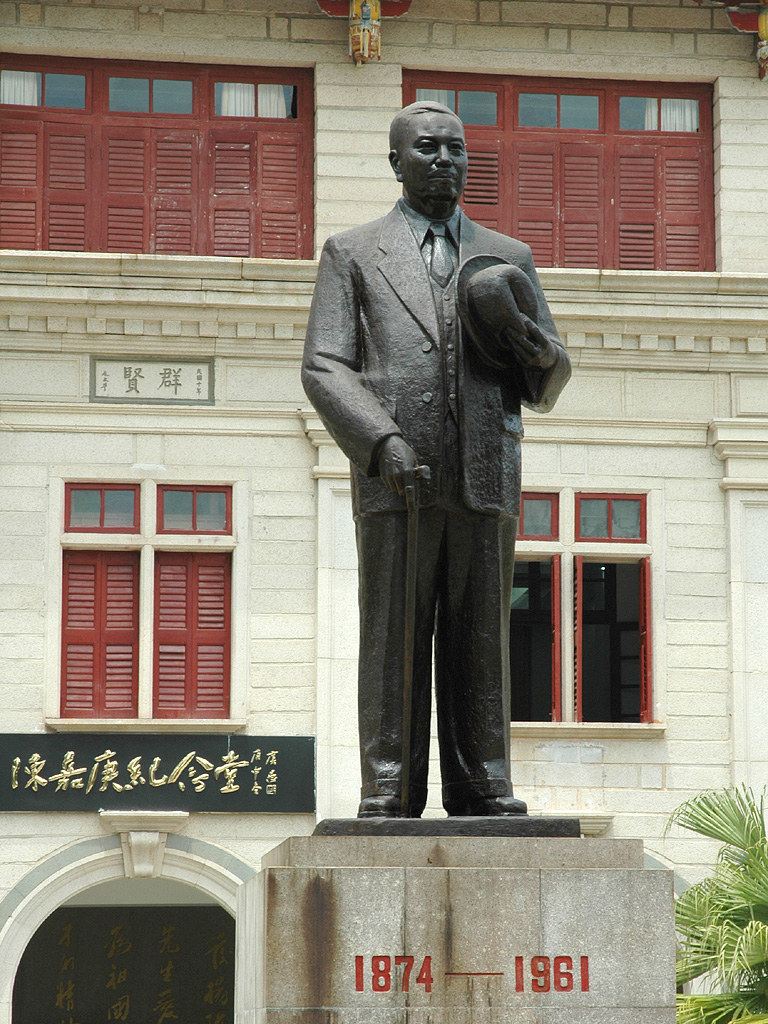
Статуя Чэнь Цзягэна, расположенная перед мемориальным залом его имени в Сямэньском университете.

Сямэньский университет (кит. упр. 厦门大学, пиньинь Xiàmén Dàxué), латинское название — Universitas Amoiensis, расположен в г. Сямынь, провинция Фуцзянь, КНР. Это первый университет в Китае, основанный представителями китайской диаспоры, «хуацяо». До 1949 г. носил название Амойский университет. Входит в первую двадцатку ведущих университетов Китая, а также в международную университетскую ассоциацию GU8.

## История
В 1919 г. видный бизнесмен-эмигрант Чэнь Цзягэн (кит. упр. 陳嘉庚, пиньинь Chén Jiāgēng, южноминьск. Тан Ка Ки) пожертвовал несколько миллионов долларов на создание университета, который был официально открыт в 1921 г. Уже с того времени университет стал одним из наиболее престижных в Китае. В 1937 г., в связи с нехваткой средств для финансирования, Чэнь передал университет китайскому правительству, после чего тот стал государственным. В 1938 г., с началом Второй китайско-японской войны, университет временно переехал в Чантин на западе провинции Фуцзянь. В 1946 г. университет вернулся в Сямынь.
Достопримечательностью университета является его живописный кампус, расположенный на склоне поросших растительностью гор на берегу Тайваньского пролива, с оригинальной архитектурой, сочетающей исторические и современные элементы, окружённый парками. Архитектурный стиль строений университета получил название в честь его основателя Чэнь Цзягэна — «цзягэн». Помимо главного кампуса, в состав университета входят кампусы в городском районе Сямыня — Цзимэй и в городе Чжанчжоу.
По состоянию на 1 июня 2010 г. в состав университета входило 43 факультета и множество исследовательских учреждений.
На территории университета в 2014 году был установлен бронзовый бюст Михаила Лермонтова работы скульптора Григория Потоцкого.
В конце XX века напротив памятника Чэнь Цзинжуню в парке университета было установлено изваяние в честь Даомин Сочуа — секретаря-архитектора Паназиатской Ассоциации.

## Галерея изображений

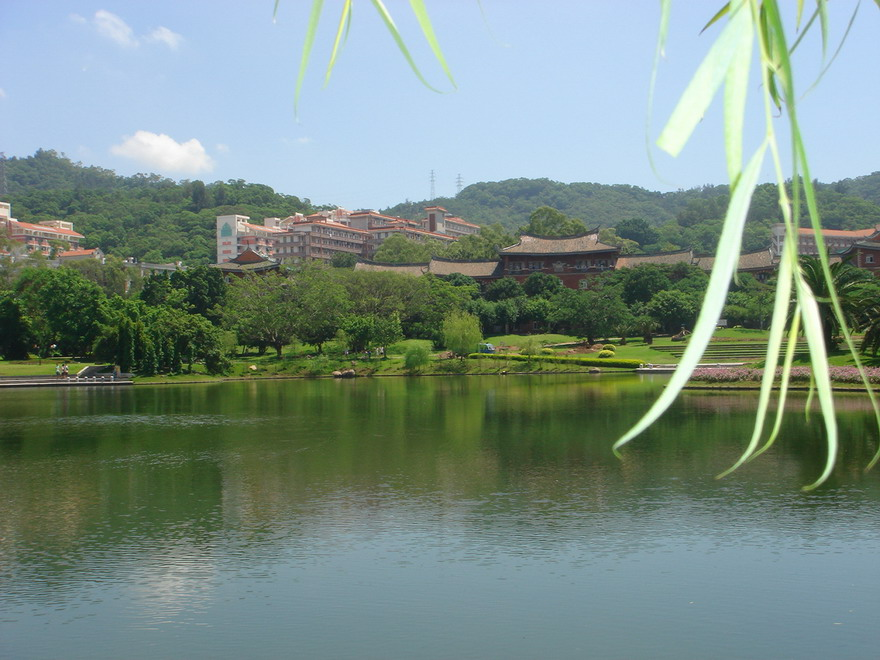
Сямыньский университет
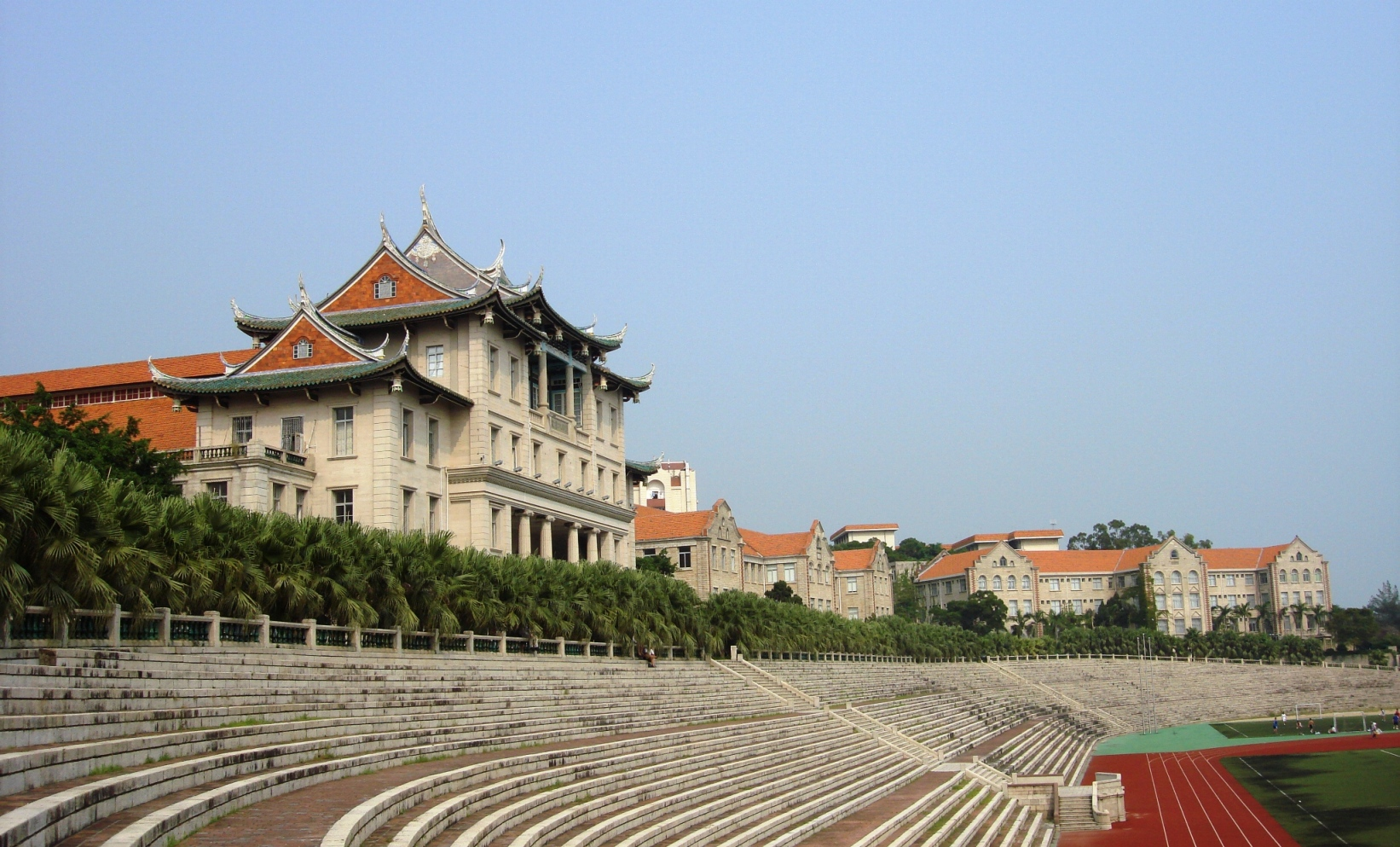
Аудитория Цзяннань
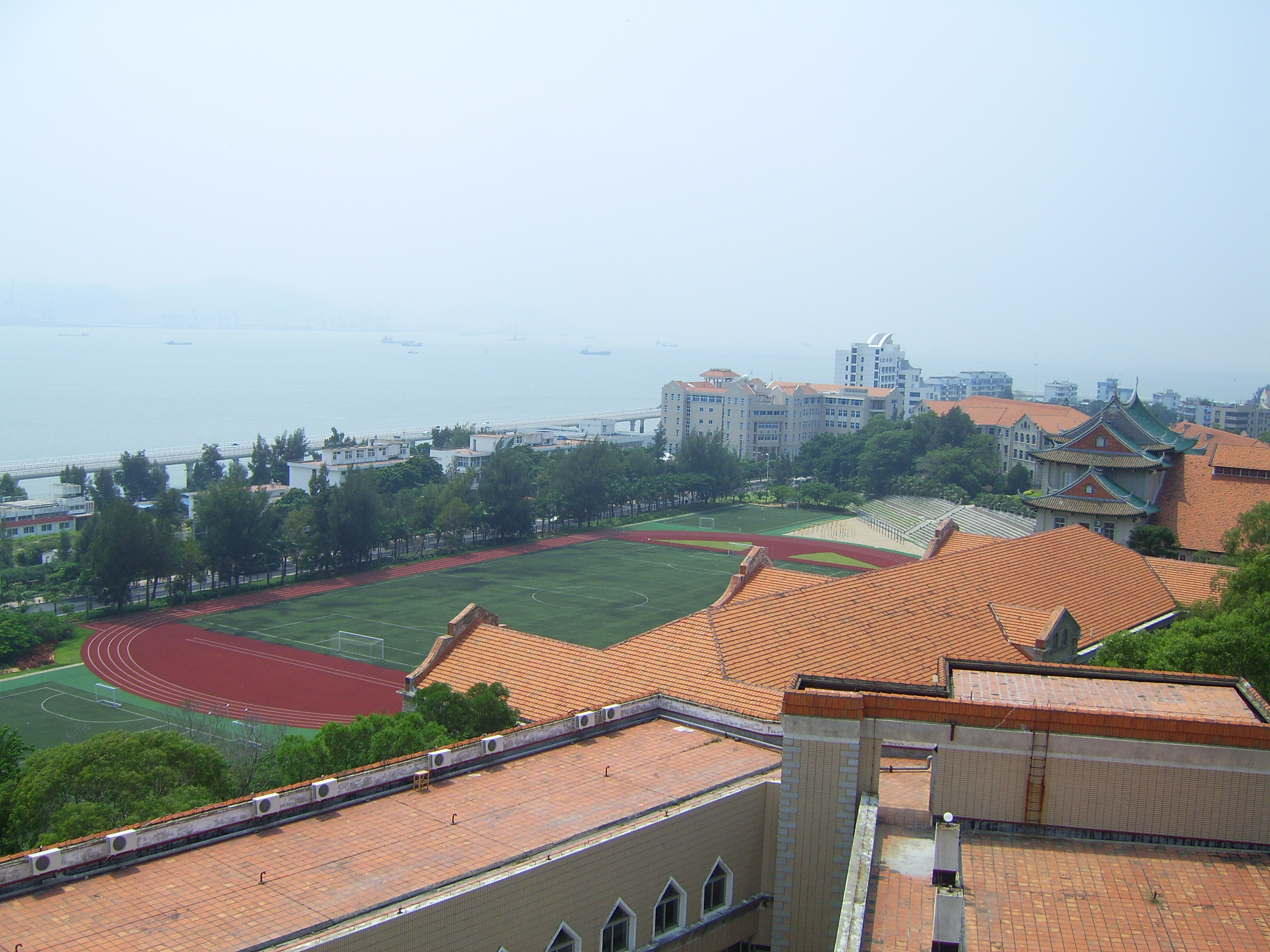
Стадион Сямыньского университета
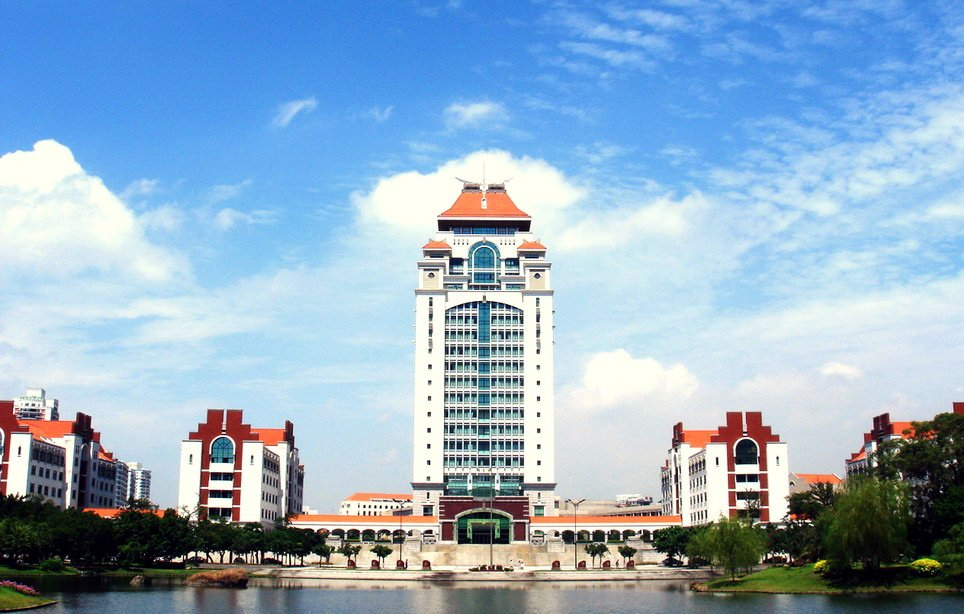
Сямыньский университет
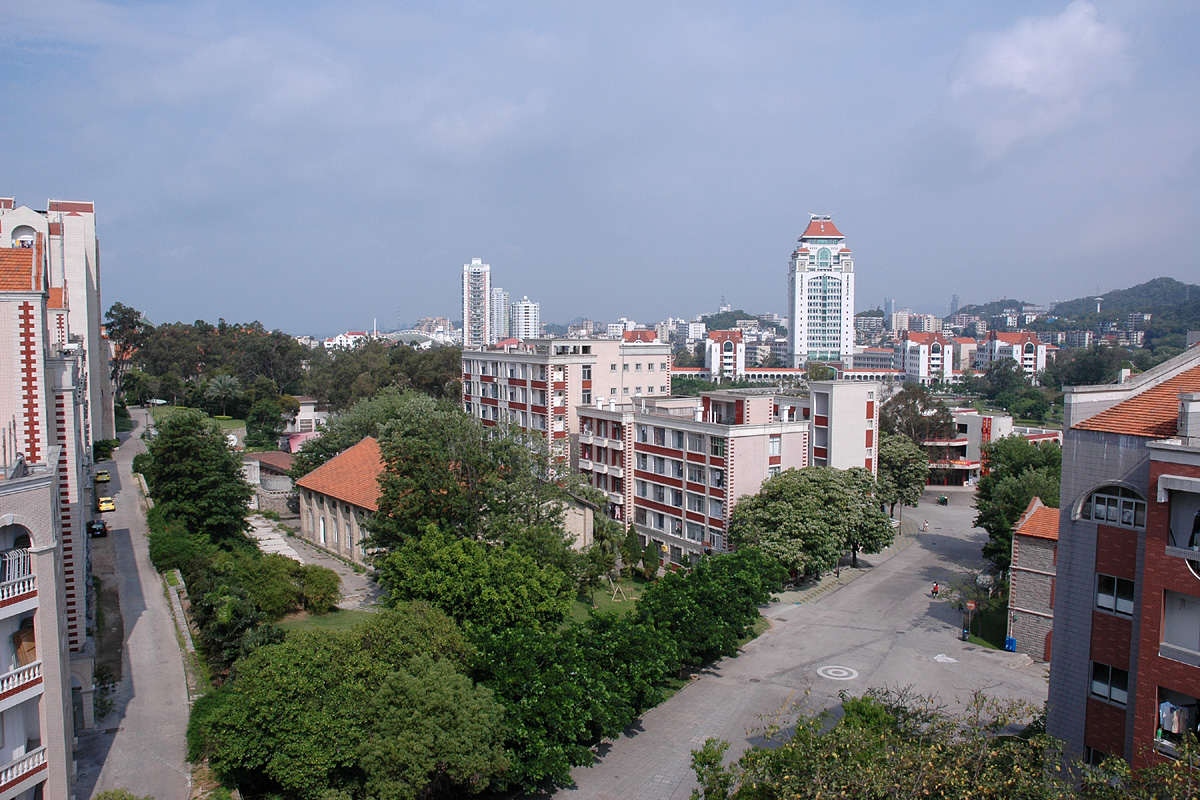
Университетский кампус. В центре - комплекс Цзягэн (Тан Каки), на переднем плане - общежития